# Grande Prêmio de Mônaco de 1985
Resultados do Grande Prêmio de Mônaco de Fórmula 1 realizado em Montecarlo em 19 de maio de 1985. Quarta etapa do campeonato, foi vencido pelo francês Alain Prost, da McLaren-TAG/Porsche, com Michele Alboreto em segundo pela Ferrari e Elio de Angelis em terceiro pela Lotus-Renault.

## Resumo
Na 16ª volta, na disputa da 9ª posição, Nelson Piquet da Brabham vai ultrapassar Riccardo Patrese da Alfa Romeo no final da reta dos boxes, mas Patrese não cede a posição e o pneu traseiro direito do seu carro leva um toque do carro de Piquet. Com isso, o piloto italiano não consegue manter o controle do seu Alfa Romeo indo bater de traseira na mureta do circuito, e também de traseira acerta a do Brabham do brasileiro. Com o choque, os dois carros param na área de escape da curva Sainte Devote. Ambos abandonam a corrida e deixam o cockpit sem muita gravidade apesar do pavor da batida.

## Classificação

### Treinos oficiais
| Pos.    | Nº | Piloto             | Construtor             | Q1       | Q2       | Diferença  |
| ------- | -- | ------------------ | ---------------------- | -------- | -------- | ---------- |
| 1       | 12 | Ayrton Senna       | Lotus-Renault          | 1:21.631 | 1:20.450 | —          |
| 2       | 5  | Nigel Mansell      | Williams-Honda         | 1:22.560 | 1:20.536 | + 0.086    |
| 3       | 27 | Michele Alboreto   | Ferrari                | 1:22.630 | 1:20.563 | + 0.113    |
| 4       | 23 | Eddie Cheever      | Alfa Romeo             | 1:22.755 | 1:20.729 | + 0.279    |
| 5       | 2  | Alain Prost        | McLaren-TAG/Porsche    | 1:22.270 | 1:20.885 | + 0.435    |
| 6       | 18 | Thierry Boutsen    | Arrows-BMW             | 1:24.510 | 1:21.302 | + 0.852    |
| 7       | 6  | Keke Rosberg       | Williams-Honda         | 1:23.099 | 1:21.320 | + 0.870    |
| 8       | 25 | Andrea de Cesaris  | Ligier-Renault         | 1:22.992 | 1:21.347 | + 0.897    |
| 9       | 11 | Elio de Angelis    | Lotus-Renault          | 1:23.319 | 1:21.465 | + 1.015    |
| 10      | 16 | Derek Warwick      | Renault                | 1:23.524 | 1:21.531 | + 1.081    |
| 11      | 17 | Gerhard Berger     | Arrows-BMW             | 1:24.293 | 1:21.665 | + 1.215    |
| 12      | 22 | Riccardo Patrese   | Alfa Romeo             | 1:22.145 | 1:21.813 | + 1.363    |
| 13      | 7  | Nelson Piquet      | Brabham-BMW            | 1:23.548 | 1:21.817 | + 1.367    |
| 14      | 1  | Niki Lauda         | McLaren-TAG/Porsche    | 1:22.897 | 1:21.907 | + 1.457    |
| 15      | 28 | Stefan Johansson   | Ferrari                | 1:23.163 | 1:22.635 | + 2.185    |
| 16      | 26 | Jacques Laffite    | Ligier-Renault         | 1:26.681 | 1:22.888 | + 2.438    |
| 17      | 15 | Patrick Tambay     | Renault                | 1:24.473 | 1:22.912 | + 2.462    |
| 18      | 3  | Martin Brundle     | Tyrrell-Ford           | 1:26.499 | 1:23.827 | + 3.377    |
| 19      | 30 | Jonathan Palmer    | Zakspeed               | 1:41.564 | 1:23.840 | + 3.390    |
| 20      | 19 | Teo Fabi           | Toleman-Hart           | 1:26.243 | 1:23.965 | + 3.515    |
| DNQ     | 24 | Piercarlo Ghinzani | Osella-Alfa Romeo      | 1:26.230 | 1:24.071 | + 3.621    |
| DNQ     | 4  | Stefan Bellof      | Tyrrell-Ford           | 1:26.214 | 1:24.236 | + 3.786    |
| DNQ     | 10 | Philippe Alliot    | RAM-Hart               | 1:28.026 | 1:24.763 | + 4.313    |
| DNQ     | 9  | Manfred Winkelhock | RAM-Hart               | 1:26.102 | 1:24.764 | + 4.314    |
| DNQ     | 8  | François Hesnault  | Brabham-BMW            | 1:27.505 | 1:25.068 | + 4.618    |
| DNQ     | 29 | Pierluigi Martini  | Minardi-Motori Moderni | 6:41.307 | s/ tempo | + 5:20.857 |
| Fontes: |    |                    |                        |          |          |            |

### Corrida
| Pos.    | Nº | Piloto             | Construtor             | Voltas | Tempo/Diferença | Grid | Pontos |
| ------- | -- | ------------------ | ---------------------- | ------ | --------------- | ---- | ------ |
| 1       | 2  | Alain Prost        | McLaren-TAG/Porsche    | 78     | 1:51:58.034     | 5    | 9      |
| 2       | 27 | Michele Alboreto   | Ferrari                | 78     | + 7.541         | 3    | 6      |
| 3       | 11 | Elio de Angelis    | Lotus-Renault          | 78     | + 1:27.171      | 9    | 4      |
| 4       | 25 | Andrea de Cesaris  | Ligier-Renault         | 77     | + 1 volta       | 8    | 3      |
| 5       | 16 | Derek Warwick      | Renault                | 77     | + 1 volta       | 10   | 2      |
| 6       | 26 | Jacques Laffite    | Ligier-Renault         | 77     | + 1 volta       | 16   | 1      |
| 7       | 5  | Nigel Mansell      | Williams-Honda         | 77     | + 1 volta       | 2    |        |
| 8       | 6  | Keke Rosberg       | Williams-Honda         | 76     | + 2 voltas      | 7    |        |
| 9       | 18 | Thierry Boutsen    | Arrows-BMW             | 76     | + 2 voltas      | 6    |        |
| 10      | 3  | Martin Brundle     | Tyrrell-Ford           | 74     | + 4 voltas      | 18   |        |
| 11      | 30 | Jonathan Palmer    | Zakspeed               | 74     | + 4 voltas      | 19   |        |
| Ret     | 1  | Niki Lauda         | McLaren-TAG/Porsche    | 17     | Acidente        | 14   |        |
| Ret     | 22 | Riccardo Patrese   | Alfa Romeo             | 16     | Acidente        | 12   |        |
| Ret     | 7  | Nelson Piquet      | Brabham-BMW            | 16     | Acidente        | 13   |        |
| Ret     | 19 | Teo Fabi           | Toleman-Hart           | 16     | Turbo           | 20   |        |
| Ret     | 12 | Ayrton Senna       | Lotus-Renault          | 13     | Motor           | 1    |        |
| Ret     | 23 | Eddie Cheever      | Alfa Romeo             | 10     | Alternador      | 4    |        |
| Ret     | 28 | Stefan Johansson   | Ferrari                | 1      | Acidente        | 15   |        |
| Ret     | 17 | Gerhard Berger     | Arrows-BMW             | 0      | Acidente        | 11   |        |
| Ret     | 15 | Patrick Tambay     | Renault                | 0      | Acidente        | 17   |        |
| DNQ     | 24 | Piercarlo Ghinzani | Osella-Alfa Romeo      |        |                 |      |        |
| DNQ     | 4  | Stefan Bellof      | Tyrrell-Ford           |        |                 |      |        |
| DNQ     | 10 | Philippe Alliot    | RAM-Hart               |        |                 |      |        |
| DNQ     | 9  | Manfred Winkelhock | RAM-Hart               |        |                 |      |        |
| DNQ     | 8  | François Hesnault  | Brabham-BMW            |        |                 |      |        |
| DNQ     | 29 | Pierluigi Martini  | Minardi-Motori Moderni |        |                 |      |        |
| Fontes: |    |                    |                        |        |                 |      |        |

## Tabela do campeonato após a corrida
| Pos.    | Piloto           | Pontos |
| ------- | ---------------- | ------ |
| 1       | Elio de Angelis  | 20     |
| 2       | Alain Prost      | 18     |
| 3       | Michele Alboreto | 18     |
| 4       | Patrick Tambay   | 10     |
| 5       | Ayrton Senna     | 9      |
| Fontes: |                  |        |

| Pos.    | Construtor          | Pontos |
| ------- | ------------------- | ------ |
| 1       | Lotus-Renault       | 29     |
| 2       | Ferrari             | 22     |
| 3       | McLaren-TAG/Porsche | 21     |
| 4       | Renaut              | 12     |
| 5       | Arrows-BMW          | 6      |
| Fontes: |                     |        |

- Nota: Somente as primeiras cinco posições estão listadas. Entre 1981 e 1990 cada piloto podia computar onze resultados válidos por temporada não havendo descartes no mundial de construtores.